# Guillermo Dávila
Guillermo Dávila, volledige naam Guillermo José Dávila Ruiz, (Caracas, 18 maart 1955) is een Venezolaanse acteur en zanger die in veel telenovelas heeft gespeeld.

## Muzikale carrière
Guillermo Dávila begon zijn carrière in de vroege jaren 1970 onder begeleiding van de Venezolaanse toneelschrijver en theaterregisseur Levy Rossell. Hij maakte deel uit van de theatergroep Arte de Venezuela, waarmee hij in 1972 de hoofdrol vertolkte in de Venezolaanse versie van Godspell, een populaire rockmusical uit de jaren zeventig. In deze productie werkte hij samen met andere opkomende artiesten zoals Guillermo Carrasco en Henrique Lazo, die later ook succesvolle carrières ontwikkelden.
In 1980 maakte Dávila zijn televisiedebuut met een rol in de telenovela "Natalia de 8 a 9". In 1982 bracht hij zijn eerste album uit, getiteld Guillermo Dávila, en speelde hij samen met Alba Roversi in de telenovela Ligia Elena.
Hij scoorde grote hits met nummers zoals Solo pienso en ti, Cada cosa en su lugar, Llevo perfume a ti, Cuando se acaba el amor, Fabiola en Barco a la deriva. Ook zong hij bekende themaliedjes voor telenovelas, waaronder Mujer prohibida (de titelsong van La mujer prohibida), Sin pensarlo dos veces, Me fascina en Tesoro mío, een duet met zangeres Kiara dat werd gebruikt als themalied voor de telenovela La revancha. Veel van deze nummers werden gecomponeerd door Rudy La Scala.
In 1984 was Dávila een van de artiesten die deelnamen aan het internationale benefietproject Hermanos del Tercer Mundo met het lied Cantaré, Cantarás.
Dávila zette zijn internationale carrière voort en reisde in 1984 naar Puerto Rico, waar hij samen met Ivonne Goderich speelde in de soap Diana Carolina voor WAPA-TV. De titelsong Toda La Luz werd een nummer één hit. In 1988 ontstond er controverse rondom zijn nummer Sin pensarlo dos veces, dat deel uitmaakte van zijn album Guillermo Dávila V. Het nummer werd van de radio gehaald vanwege de seksuele inhoud.
In 1989 scoorde hij een wereldwijde hit met Tesoro Mío, een duet met Kiara, afkomstig uit de telenovela La revancha. Dit succes werd opgevolgd door het album Tu Corazón in 1990. In 1992 verwierf hij opnieuw internationale bekendheid met zijn hoofdrol in de telenovela Cara Sucia.
Als zanger bracht Dávila meer dan tien albums uit, waarvan sommige de gouden of platina status bereikten. Hij zong ook de soundtracks van bijna alle soapseries waarin hij speelde.
Na een periode van relatieve stilte keerde Dávila in 2013 terug naar de internationale podia, ondersteund door Cobi Music en Mr. Oby. Hij speelde de hoofdrol in de Televisa-novela Bandidas en tourde tussen 2012 en 2015 door Latijns-Amerika en Europa. In 2018 ging hij op tournee door de VS en Mexico en steunde hij La Liga Contra el Cáncer van Telemundo, nadat zijn manager aan deze ziekte was overleden.
In 2021 werd Dávila muziekcoach bij La Voz Perú, samen met Eva Ayllón, Mike Bahía en Daniela Darcourt. Zijn teamlid Marcela Navarro won dat jaar de eerste plaats in de show.

## Ziekte
Op 2 november 2014 landde Davila op Luis Muñoz Marín International Airport in San Juan, Puerto Rico, met een vlucht vanaf Miami International Airport, met symptomen van een verkoudheid. Zijn toestand verslechterde echter zodanig dat hij later onder strikte geheimhouding werd opgenomen in Centro Medico-ziekenhuis in San Juan. Er werd een ernstige longontsteking bij hem vastgesteld. De Venezolaanse entertainer Carlos Mata bezocht Davila in het ziekenhuis en plaatste online een bericht dat Davila kunstmatig ademde. Davila's vrouw Laura Echevarria, die naar Puerto Rico gevlogen was, verklaarde echter op 7 november 2014 dat Davila nog steeds in stabiele toestand verkeerde.
Op 16 november 2014 was Davila een stuk beter en werd verwacht dat hij goed zou herstellen.
Dávila herstelde volledig en kon uiteindelijk op 21 februari 2015 optreden in Puerto Rico.

## Discografie

### Albums
- Guillermo Dávila (1982 release in Venezuela als Sono-Rodven) (1983 release in de V.S. als Top Hits)
- Un Poco de Amor (1983 release in Venezuela als Sono-Rodven) (1984 release in de V.S. als Rodven USA)
- Definitivamente (1984 release in Venezuela als Sono-Rodven) (1985 release in de V.S. als Rodven USA)
- Cantaré Para Ti (1985 release in Venezuela als Sono-Rodven) (1986 release in de V.S. als Rodven USA)
- Guillermo Dávila 5 (1988) (1990 release in de V.S. als Tú Corazón)
- Éxitos Y Algo Más (1990)
- Tuyo (1990) (1991 release in de V.S.)
- Por Amarte Tanto (1992)
- Dulce Enemiga Y Otros Éxitos De Guillermo Dávila (1995)
- Días de Pasión (1998)

### Singles
| Jaar | Song                      | Hot Latin Songs | Album             |
| ---- | ------------------------- | --------------- | ----------------- |
| 1990 | "Tesoro Mío (with Kiara)" | 3               | Éxitos Y Algo Más |
| 1990 | "Ábreme La Puerta"        | 39              | Éxitos Y Algo Más |
| 1991 | "Yo Necesito Más De Ti"   | 17              | Tuyo              |
| 1993 | "Por Amarte Tanto"        | 31              | Por Amarte Tanto  |
| 1993 | "Cuando Se Acaba El Amor" | 5               | Por Amarte Tanto  |
| 1994 | "Barco A La Deriva"       | 30              | Por Amarte Tanto  |

## Telenovela's
- 1982: Ligia Elena als Ignacio Ramón Nacho Gamboa
- 1983: Nacho als Ignacio Ramón Nacho Gamboa
- 1984: Diana Carolina
- 1985: Cantaré para ti
- 1986: El Sol Sale Para Todos
- 1989: Fabiola als Carlos Alberto
- 1990: Adorable Mónica als Luis Alfredo
- 1992: Cara Sucia als Miguel Ángel González De la Vega
- 1995: Dulce Enemiga als Julio Cesar Guerrero
- 1997: Contra Viento y Marea als Sebastián León
- 1999: Sueños als Jose Carlos de la Vega
- 2001: Felina als Abel
- 2004: Cosita Rica als Gastón
- 2006: Ciudad Bendita als Macario
- 2007: Toda una dama als Juan Jose Reyes 'JJ'
- 2008: Nadie me dirá como quererte als Francisco Alonso
- 2013: Las Bandidas als Rodrigo Irazábal

## Privéleven
Hij heeft een oudere dochter genaamd Daniela Dávila.
In 1991 trouwde hij met model, actrice en presentatrice Chiquinquirá Delgado toen zij achttien was en hij vijfendertig. Hij kreeg met haar een dochter, Marielena Dávila. Het huwelijk eindigde in een scheiding in 1997.
In mei 2007 trouwde hij met Laura Echeverría. Ze kregen een zoon genaamd Guillermo Dávila.
In Peru was hij het middelpunt van een controverse over het vaderschap van een vermeende niet-erkende zoon. In augustus 2021 besloot hij, na jaren van controverse, een DNA-test te ondergaan. Hij erkende Vasco Madueño als zijn zoon nadat bleek dat de DNA-test positief was.
- MusicBrainz: 69632bc3-154a-4e40-a69c-2745039b3b00